# Лильен, Игнац
Игнац Лильен (нидерл. Ignace Lilien, пол. Ignacy Lilién; 29 мая 1897, Львов — 10 мая 1964, Гаага) — нидерландский композитор.
Родился в семье польских евреев. Учился игре на фортепиано у Теодора Поллака (вместе со Стефаном Ашкенази, с которым сохранил дружбу на долгие годы). В 1914 году вместе с другом отправился путешествовать по Европе на велосипедах; начало Первой мировой войны застало его в Нидерландах, где он и остался на всю жизнь. В 1922 году окончил Делфтский технический университет, после чего на протяжении 40 лет работал инженером-химиком: сперва в Пернисе, пригороде Роттердама, затем, с 1927 года, как представитель нидерландского производства в чехословацком городе Либерец. Перед нацистской оккупацией Чехословакии Лильен вернулся в Нидерланды, где сумел пережить войну, после которой вернулся к работе в Пернисе. Всё это время он продолжал заниматься композицией, а его музыка звучала в разных странах Европы.
Первые композиции Лильена — фортепианные пьесы и песни — написаны ещё во Львове. В 1918 году, перед поступлением в университет, он закончил свою Первую симфонию и первую сонату для виолончели и фортепиано. В дальнейшем Лильен написал ещё три симфонии: Вторая, «Божественный круг» (фр. Le cercle divin; 1921) — для солиста и хора с оркестром, третья и четвёртая датированы 1941 и 1944 гг. соответственно. Обе оперы Лильена, «Беатриса» (по Герману Тейрлинку) и «Катерина Великая» (нем. Die große Katharina, по Бернарду Шоу), были написаны в Чехословакии, первая поставлена в 1928 году в Антверпене, вторая в 1932 году в Висбадене; среди других произведений чехословацкого периода — вокальный цикл «Двадцать песен на стихи Юлиана Тувима». Лильену принадлежат два фортепианных концерта (1919 и 1959), виолончельный концерт «В галантном стиле» (фр. Dans le style galant; 1945), двойной концерт для скрипки и фортепиано с оркестром (1954), скрипичный концерт (1957), камерный концерт для скрипки с оркестром (1962), а также Пять ноктюрнов для фортепиано с оркестром (1937; премьера — Штефан Ашкенази с оркестром под управлением Эрнеста Ансерме, 1939). Некоторые поздние произведения Лильена несут на себе отпечаток интереса к американской культуре: симфонический этюд «Пальмы на ветру» (фр. Les Palmes dans le Vent; 1950) написан под влиянием поездок в Южную Америку, кантата «Негритянская девочка идёт в школу» (англ. A negro girl goes to school; 1957) не только откликается на злободневную тему расовой сегрегации в школах США, но и опирается на джазовый музыкальный язык.